# Попов, Виктор Николаевич (физик)
Ви́ктор Никола́евич Попо́в (27 октября 1937 — 16 апреля 1994) — российский физик-теоретик, специалист в области квантовой теории калибровочных полей, профессор. Мировую известность получила его совместная с Л. Д. Фаддеевым работа в области квантования неабелевых калибровочных теорий. Именами Л. Д. Фаддеева и В. Н. Попова назван фундаментальный объект, возникающий при квантовании калибровочных теорий: духи Фаддеева — Попова.

## Биография
Окончил кафедру теоретической физики физического факультета ЛГУ и в 1959 г. начал работу в группе Ю. В. Новожилова в Ленинградском отделении математического института им. В. А. Стеклова АН СССР (ЛОМИ АН СССР).
После завершения аспирантуры на кафедре теоретической физики ЛГУ работал ассистентом кафедры высшей математики и математической физики, защитил в 1966 г. кандидатскую диссертацию на тему «Применение метода температурных функций Грина к теории бозе-систем» под руководством Ю. В. Новожилова.
Начиная с 1965 года всю жизнь проработал в Ленинградском отделении Математического института им. В. А. Стеклова АН СССР.
Вместе с Л. Д. Фаддеевым создал научную группу, которая переросла в 70-е годы в лабораторию математических проблем физики. Являлся заведующим лаборатории.
В 1973 году защитил в Ленинградском отделении Математического института им. В. А. Стеклова АН СССР докторскую диссертацию на тему «Континуальные интегралы в квантовой теории поля и статистической физике», посвящённую изложению квантовой теории калибровочных полей на основе метода континуального интегрирования, а также применению функционального интеграла к различным квантовым задачам статистической физики.

## Научная деятельность
Автор свыше 100 научных трудов и 7 монографий. Его работы посвящены применению метода континуального интеграла к сверхтекучим бозе- и ферми-системам и другим проблемам теории конденсированных сред, а также различным актуальным проблемам теоретической физики.
Соавтор метода Попова — Федотова.
Преподавал на физическом факультете Санкт-Петербургского государственного университета. Читал спецкурс «Функциональные интегралы и коллективные возбуждения».
Являлся членом редакционной коллегии журнала «Алгебра и анализ».
Был незаурядным шахматистом и принимал активное участие в шахматных турнирах.

### Книги
- Коноплёва Н. П., Попов В. Н. Калибровочные поля Архивная копия от 27 декабря 2005 на Wayback Machine. (1-е изд.) — М.: Атомиздат, 1972. // (2-е изд.) — М.: Атомиздат, 1980. // (3-е изд.) — Едиториал УРСС, 2000. — ISBN 5-8360-0164-2, ISBN 978-5-8360-0164-3.
- Попов В. Н., Ярунин В. С. Коллективные эффекты в квантовой статистике излучения и вещества. — Л.: ЛГУ, 1985.
- Попов В. Н. Континуальные интегралы в квантовой теории поля и статистической физике. — М.: Атомиздат, 1976.